# Patricia Aulitzky
Patricia Aulitzky, née le 7 juillet 1979 à Salzbourg, est une actrice autrichienne.

## Filmographie
- 2005 : Ausgerechnet Weihnachten (téléfilm) : Zuggast
- 2005 : Der Bergpfarrer 2 - Heimweh nach Hohenau (téléfilm) : Sabine
- 2006 : Novotny und Maroudi (série télévisée) : Karin
- 2006 : Good Kill (court métrage) : Geisel
- 2006 : Shoppen : la jeune femme dans le taxi
- 2007 : Sex and More (série télévisée) : Vivian Steiner (2 épisodes)
- 2007 : Weißt was geil wär...?!
- 2007 : Tage des Hundes (court métrage) : la collègue
- 2008 : Falco - Verdammt, wir leben noch! : Jacqueline A.
- 2008 : Der Kaiser von Schexing (série télévisée) : Christine
- 2008 : Die Rosenheim-Cops (série télévisée) : Johanna Reitmann-Schwarz
- 2008 : Un cas pour deux (série télévisée)
- 2009 : Fast Forward (série télévisée) : Valérie Lesky
- 2009 : Geld.Macht.Liebe (série télévisée) : Silke Hasselberg (6 épisodes)
- 2009 : Rosamunde Pilcher (série télévisée) : Bridget Foster
- 2008-2010 : Soko brigade des stups (série télévisée) : Carola Schwarz / Manuela Götz (2 épisodes)
- 2010 : Share the Truth (court métrage) : Karen Eilers
- 2010 : Tag und Nacht : Klara
- 2011 : Der falsche Mann : Julia Richter
- 2011 : Mountain Medic (série télévisée) : Nora Rahn
- 2011 : Born to Dance : Pia Melles
- 2011 : Hubert und Staller (série télévisée) : Martina Christ
- 2011 : Die Abstauber (téléfilm) : Daniela
- 2011 : Plain Folly (court métrage) : Marie
- 2012 : SOKO Kitzbühel (série télévisée) : Caroline Kratky
- 2012 : Die Chefin (série télévisée) : Renate Steiger
- 2012 : Die Tote ohne Alibi (téléfilm) : la pathologiste
- 2012 : Es kommt noch dicker (série télévisée) : Alice Kemper
- 2013 : Nicht ohne meinen Enkel (téléfilm) : Gitta
- 2013 : Spuren des Bösen - Zauberberg (téléfilm) : Sabine Hein
- 2014 : Almuth & Rita (téléfilm) : Kathrin
- 2014 : Die Seelen im Feuer (téléfilm) : Barbara Murner
- 2015 : Block B – Unter Arrest (de) (série télévisée) : Ariane Dellbrück (10 épisodes)
- 2015 : Engel unter Wasser - Ein Nordseekrimi (téléfilm) : la touriste
- 2015 : SOKO Köln (série télévisée) : Sandra Freiberger
- 2016 : Attack of the Lederhosen Zombies : Hilde
- 2016 : Karussell : l'artiste de Make-Up
- 2016 : Pregau (mini-série) : Edith Rieder (4 épisodes)
- 2009-2016 : Vienna Crime Squad (série télévisée) : Eva Winkler / Rita Blaschek (2 épisodes)
- 2016 : Almuth und Rita räumen auf (téléfilm) : Kathrin
- 2016 : Landkrimi: Drachenjungfrau (téléfilm) : Alma
- 2016 : Hundeleben (court métrage) : l'épouse
- 2017 : The Best of All Worlds : l'officier de police
- 2017 : Trakehnerblut (série télévisée) : Silvia Hochstetten
- 2015-2018 : Lena Lorenz (de) (mini-série) : Lena Lorenz (15 épisodes)
- 2018 : Blind ermittelt: Die toten Mädchen von Wien : Sophie Haller
- 2018 : Ihr seid natürlich eingeladen (téléfilm) : Petra Federbein-Özdemir
- 2018 : Der Hund Bellt (court métrage) : Lilith